# Josip Šimunić
Josip Šimunić (hr[jǒsip ʃîmunit͡ɕ]; n. 18 februarie 1978, Canberra, Australian Capital Territory, Australia) este un fotbalist croat retras din activitate.

## Carieră
Născut în Australia din părinți croați bosniaci, Šimunić și-a început cariera la Melbourne Knights, apoi s-a mutat în Germania, unde a petrecut 14 sezoane în Bundesliga cu Hamburger SV, Hertha BSC și TSG 1899 Hoffenheim, după care și-a încheiat cariera în Croația la Dinamo Zagreb. El a fost membru stabil al naționalei începând cu anul 2001, participând la 5 turnee majore – Campionatul Mondial de Fotbal 2002, Campionatul Mondial de Fotbal 2006, Euro 2004, Euro 2008 și Euro 2012 – și este al treilea cel mai selecționat jucător din istoria echipei naționale de fotbal a Croației. La CM 2006 a fost eliminat abia după ce arbitrul arătase trei cartonașe galbene.
Pe 19 noiembrie 2013 Šimunić a generat o controversă după ce la meciul câștigat de Croația cu 2–0 în fața Islandei, la Zagreb, acesta a utilizat salutul Za dom spremni, care este identic cu salutul folosit de mișcarea fascistă Ustaše din Croația din timpul celui de-al Doilea Război Mondial. Pentru acest incident Šimunić a fost amendat cu 25.000 de kune (cca 3.000 de euro) de către Procuratura de Stat a Croației, ”pentru incitare la ură inter-etnică sau rasială și hărțuirea altor participanți din public”. După o investigație FIFA l-a suspendat pe Šimunić pentru zece meciuri oficiale, cu restricția totală și de a veni la stadion la acele zece meciuri, aplicându-i și o amendă de 30.000 de franci elvețieni (cca 24.000 de euro). Šimunić a făcut apel la FIFA de a-i reduce suspendarea, dar a pierdut apelul în martie 2014. Pe 9 aprilie 2014, Šimunić și avocații săi au depus apel la Tribunalul de Arbitraj Sportiv (TAS) din Lausanne, Elveția, cerând ridicarea sancțiunilor, sau alternativ, o perioadă de probație de un an în loc. Pe 12 mai 2014 TAS a respins argumentele sale, lăsând în vigoare decizia FIFA.
Pe 22 septembrie 2015, Šimunić a fost numit în funcția de antrenor secund la echipa națională de fotbal a Croației.
Josip Šimunić este căsătorit cu Christina Koloper, o canadiano-croată. Pe 5 septembrie 2014, s-a născut primul copil al cuplului, cei doi devenind părinți.

## Palmares

### Club
Melbourne Knights
- National Soccer League: 1995–96

Dinamo Zagreb
- Prva HNL: 2011–12, 2012–13, 2013–14
- Cupa Croației: 2011–12
- Supercupa Croației: 2013

## Statistici carieră
La 3 martie 2014.
| Club            | Sezon         | Campionat     | Campionat | Campionat | Cupă    | Cupă   | Continental | Continental | Altele  | Altele | Total   | Total  |
| Club            | Sezon         | Divizia       | Meciuri   | Goluri    | Meciuri | Goluri | Meciuri     | Goluri      | Meciuri | Goluri | Meciuri | Goluri |
| --------------- | ------------- | ------------- | --------- | --------- | ------- | ------ | ----------- | ----------- | ------- | ------ | ------- | ------ |
| Hamburger SV    | 1997–98       | Bundesliga    | 2         | 0         | 0       | 0      | —           | —           | —       | —      | 2       | 0      |
| Hamburger SV    | 1999–2000     | Bundesliga    | 6         | 0         | 0       | 0      | —           | —           | —       | —      | 6       | 0      |
| Hamburger SV    | Total         | Total         | 8         | 0         | 0       | 0      | —           | —           | —       | —      | 8       | 0      |
| Hertha          | 2000–01       | Bundesliga    | 14        | 0         | 2       | 0      | 1           | 0           | —       | —      | 17      | 0      |
| Hertha          | 2001–02       | Bundesliga    | 27        | 0         | 5       | 1      | 5           | 0           | —       | —      | 37      | 1      |
| Hertha          | 2002–03       | Bundesliga    | 22        | 1         | 4       | 0      | 4           | 0           | —       | —      | 30      | 1      |
| Hertha          | 2003–04       | Bundesliga    | 28        | 0         | 2       | 2      | 2           | 0           | —       | —      | 32      | 2      |
| Hertha          | 2004–05       | Bundesliga    | 30        | 0         | 2       | 0      | —           | —           | —       | —      | 32      | 0      |
| Hertha          | 2005–06       | Bundesliga    | 18        | 0         | 5       | 0      | 2           | 0           | —       | —      | 25      | 0      |
| Hertha          | 2006–07       | Bundesliga    | 25        | 1         | 5       | 0      | 4           | 0           | 1       | 0      | 35      | 1      |
| Hertha          | 2007–08       | Bundesliga    | 29        | 0         | 2       | 0      | —           | —           | —       | —      | 31      | 0      |
| Hertha          | 2008–09       | Bundesliga    | 29        | 1         | 0       | 0      | 7           | 0           | —       | —      | 36      | 0      |
| Hertha          | Total         | Total         | 222       | 3         | 27      | 3      | 25          | 0           | 1       | 0      | 275     | 6      |
| 1899 Hoffenheim | 2009–10       | Bundesliga    | 31        | 1         | 0       | 0      | —           | —           | —       | —      | 31      | 1      |
| 1899 Hoffenheim | 2010–11       | Bundesliga    | 10        | 0         | 1       | 0      | —           | —           | —       | —      | 11      | 0      |
| 1899 Hoffenheim | 2011–12       | Bundesliga    | 0         | 0         | 0       | 0      | —           | —           | —       | —      | 0       | 0      |
| 1899 Hoffenheim | Total         | Total         | 41        | 1         | 1       | 0      | —           | —           | —       | —      | 42      | 1      |
| Dinamo Zagreb   | 2011–12       | Prva HNL      | 11        | 1         | 2       | 0      | 3           | 0           | —       | —      | 15      | 1      |
| Dinamo Zagreb   | 2012–13       | Prva HNL      | 25        | 1         | 0       | 0      | 10          | 0           | —       | —      | 35      | 1      |
| Dinamo Zagreb   | 2013–14       | Prva HNL      | 17        | 1         | 4       | 2      | 11          | 0           | 1       | 0      | 33      | 3      |
| Dinamo Zagreb   | Total         | Total         | 53        | 3         | 6       | 2      | 24          | 0           | 1       | 0      | 84      | 5      |
| Total carieră   | Total carieră | Total carieră | 324       | 7         | 34      | 5      | 49          | 0           | 2       | 0      | 409     | 12     |

1. 1 2 3 4 5 6 7  Apariții în UEFA Europa League
2. ↑  Apariții în UEFA Intertoto Cup
3. 1 2  Apariții în UEFA Champions League
4. ↑  6 meciuri în UEFA Champions League și 5 în UEFA Europa League
5. ↑  Meciuri din Supercupa Croației

## Goluri internaționale
| # | Data              | Stadion                    | Oponent | Scor  | Rezultat | Competiția                                             |
| - | ----------------- | -------------------------- | ------- | ----- | -------- | ------------------------------------------------------ |
| 1 | 6 septembrie 2003 | Comunal, Aixovall          | Andorra | 2 – 0 | 3 – 0    | Preliminariile Campionatului European de Fotbal 2004   |
| 2 | 18 august 2004    | Stadion Varteksa, Varaždin | Israel  | 1 – 0 | 1 – 0    | Meci amical                                            |
| 3 | 26 martie 2005    | Maksimir, Zagreb           | Islanda | 2 – 0 | 4 – 0    | Calificările pentru Campionatul Mondial de Fotbal 2006 |